# Linha Vermelha (Salvador)
A Linha Vermelha é um conjunto de vias, em obras, transversais ao sistema viário expresso de Salvador, capital do estado brasileiro da Bahia. Atravessa a cidade de orla a orla, conectando as áreas da Orla Atlântica, do Miolo e do Subúrbio Ferroviário. São os quase 13 quilômetros de via municipal da Avenida Orlando Gomes (3,5 quilômetros) e da futura Avenida 29 de Março (9,2 quilômetros) mais os 8 quilômetros da Estrada da Base Naval (BA-528).
Com impacto na abertura de novos vetores de desenvolvimento e como parte do Sistema Integrado de Transporte Metropolitano (SITM), o corredor compõe o sistema de transporte de massa pois estará ligado a ambas as linhas metroviárias, alimentando-o, bem como à linha de trens urbanos do Subúrbio. De média/alta capacidade, posteriormente será implantado sistema de ônibus (BRT) em uma das faixas.
O corredor passará pelo Parque Tecnológico da Bahia, pelas estações metroviárias Bairro da Paz e Águas Claras/Cajazeiras e, primeiramente, até o viaduto de acesso às rodovias federal (BR-324) e estadual (BA-528), acompanhando o vale do Rio Jaguaribe. Mais tarde, chegará em Paripe, seguindo a rodovia estadual, mais precisamente à futura Estação São Luís do VLT do Subúrbio de Salvador.

## História

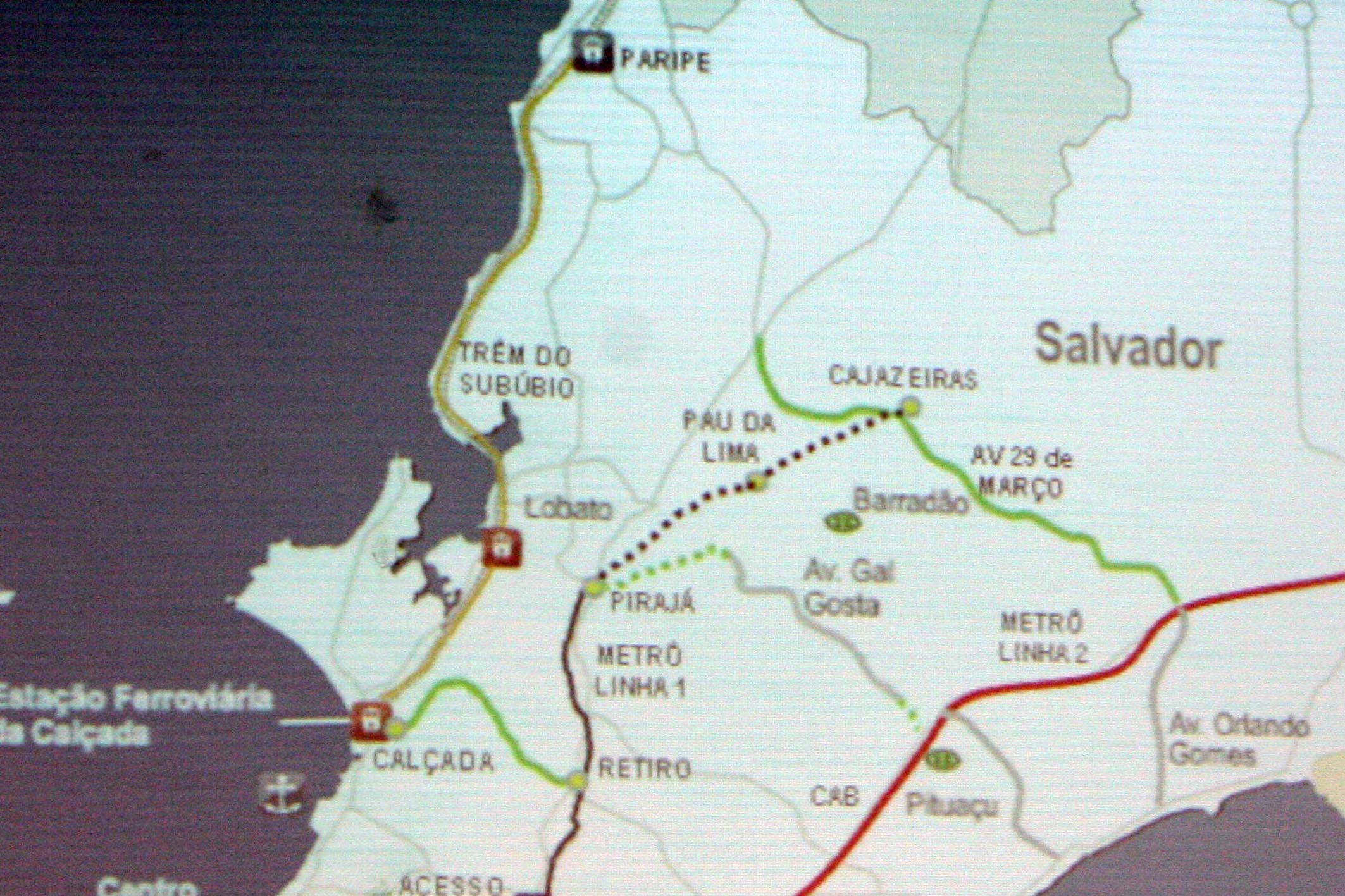
Mapa apresentado em coletiva de imprensa da Secretaria Estadual de Planejamento (SEPLAN) em 2011, prevendo intervenções na Avenida 29 de Março

Pelo Contrato de Programa, datado de 22 de abril de 2013, celebrado entre o Município do Salvador, Município de Lauro de Freitas e o Estado da Bahia, decorrente do Convênio de Cooperação Intrafederativo nº 01 de 2012, no contexto dos acordos sobre a transferência de controle do metrô, ficou a cargo do Estado da Bahia a construção dos dois corredores transversais e foram reservadas à capital a definição do modal a ser instalado e a sua operação.
A implantação do Corredor foi dividida em duas áreas: primeiro da orla atlântica até a BR-324, e posteriormente prolongamento até a Paripe.
Em 17 de julho de 2013, o governo estadual lançou o edital de pré-qualificação de concorrentes para o início das obras do Corredor 2, como também do Corredor Transversal I. Meses depois, em 12 de março do ano seguinte, foi homologada a vitória da então construtora OAS, que apresentou a proposta de menor preço, 581 milhões de reais. O prazo de execução é de 36 meses, a contar da assinatura da ordem de serviço, feita em 27 de março de 2014. As obras incluem duplicação da Orlando e construção da 29 de Março, a qual terá três faixas de rolamento em cada sentido por 14 quilômetros, uma delas preferencial ao transporte público (a virar BRT mais tarde), ciclovia e complexo de viadutos no cruzamento com a Avenida Paralela.
Em outubro de 2013, o Governo Federal liberou verba para financiar a segunda parte, dentro do Programa de Aceleração do Crescimento (PAC) em sua versão PAC Mobilidade Urbana, o BRT Águas Claras-Paripe, como complemento ao trecho 29 de Março-Orlando Gomes. As obras significam a duplicação da via para adequação ao modal, a começar pelos estudos de topografia e sondagem, para que se chegue de Águas Claras à Estação São Luís.
Em março de 2015, o então Corredor Transversal II foi renomeado para "Linha Vermelha", assim como ocorreu com o então Corredor Transversal I.
Em 2022, o governo estadual divulgou as estações previstas a operar: Piatã, Parque Costa Verde, SENAI CIMATEC, Solaris, Bairro da Paz, Alphaville II, Nova Brasília, Jardim Nova Esperança, Cajazeiras VIII, Cajazeiras IV, Castelo Branco, Águas Claras e Terminal Urbano.